# منتخب إسبانيا للكريكت
منتخب إسبانيا الوطني للكريكت (بالإسبانية: Selección de críquet de España)‏ هو ممثل إسبانيا الرسمي في المنافسات الدولية في الكريكت .

## وصلات خارجية
- الموقع الرسمي